# Call to Action (Laienorganisation)
Call to Action (CTA) ist eine Organisation, die innerhalb der römisch-katholischen Kirche bestimmte innerkirchliche Streitthemen aufgreift und bestimmte Positionen innerkirchlich diskutiert und verbreitet. Zu den Zielen der 1978 gegründeten Organisation gehören die Einführung der Frauenordination, ein Ende des Zölibats im Klerus, ein Wandel bei bestimmten Themen der Sexualethik sowie ein Ausbau der innerkirchlichen Demokratie auf Kosten der hierarchischen Entscheidungsstruktur des Status quo.
Call to Action wurde für seine innerkirchlichen Ansichten vom Vatikan kritisiert, da die Leitung in Rom diese Ansichten für nicht vereinbar mit dem katholischen Glauben ansieht.

## Geschichte
1971 schrieb Papst Paul VI., dass die Laien der Katholischen Kirche "should take up as their own proper task the renewal of the temporal order". Als Antwort hierauf riefen die US-amerikanischen Bischöfe 1976 zu einer Call to Action Conference in Detroit auf. Am Ende der drei Tage dauernden Konferenz entschieden 1.340 Delegierte, dass die Katholische Kirche in den Themen Zölibat bei Priestern, Frauenordination, Homosexualität und Familienplanung sowie der Einbeziehung von unteren Kirchenebenen in die wichtigsten Entscheidungen erneut bestimmen sollte.  Der Beschluss legte aber nicht fest, dass diese Themen zu ändern seien. Ferner wurde dazu aufgerufen, Rassismus, Sexismus und Militarismus in den Vereinigten Staaten zu beenden. Obgleich viele der US-amerikanischen Bischöfe mit der (kirchen-)politischen Ausrichtung von Call to Action sympathisierten, wichen die meisten von ihnen in den weiteren Jahren aus, das Ergebnis der Konferenz innerhalb der römischen Kirche weiter zu diskutieren. Als ein Ergebnis dieses Nichthandelns der Bischöfe erhielt die aus der Konferenz in Detroit entstehende Organisation Call to Action eine Führung, die aus Laien bestand. 1978 fand die Gründung der Organisation in Chicago statt, und in den 1980er breitete sich die Organisation quer durch die Vereinigten Staaten flächendeckend aus.

## Kontroversen und Bewertung
Die Organisation wird innerhalb des US-amerikanischen Katholizismus der Christian Left zugerechnet. Viele konservative Gruppen und Einzelpersonen sind deshalb Gegner von Call to Action. Einige konservative Katholiken haben sich sogar der Organisation Call to Holiness von Mother Angelica angeschlossen, die als Gegenbewegung zu Call to Action gegründet wurde.
Bei den Versammlungen der Laienorganisationen sprachen im Laufe der Jahre verschiedene Theologen, Bischöfe und Laien. Beispielsweise waren 1995 Referenten auf einer Versammlung von Call to Action, die die Ziele der Organisation unterstützen, der katholische Bischof von Partenia Jacques Gaillot, der Weihbischof von Detroit Thomas Gumbleton und der schweizerische Theologe Hans Küng. In den vergangenen Jahren gehörte der Weihbischof Thomas Gumbleton zu den wenigen bischöflichen Mitgliedern des US-amerikanischen Hierarchie, die die Organisation unterstützen.
1996 sprach der katholische Bischof Fabian Bruskewitz vom Bistum Lincoln, Nebraska, ein automatisches Interdikt aus, das sich nach einem Monat zu einer automatischen Exkommunikation von Mitgliedern bestimmter Organisationen, unter anderem Call to Action, ausweitete. Call to Action legte dagegen beim Vatikan Berufung ein. 2006 wurden die Exkommunikationen von der Kongregation für die Bischöfe jedoch bestätigt. Kardinal Giovanni Battista Re schrieb an Bischof Bruskewitz, das seine Entscheidung im Rahmen seiner Kompetenz als Bischof des Bistums sei und erklärte, dass die Aktivitäten von Call to Action im Verlauf der letzten Jahre im Gegensatz zum katholischen Glauben stünden, da sie aufgrund der vertretenen Positionen, die sowohl aus Sicht der Lehre als auch aus Sicht der Kirchendisziplin unakzeptabel seien.
Als die Organisation im Februar 2007 eine Rede von Thomas Gumbleton in Tucson veranstaltete, verweigerte der römisch-katholische Bischof von Tucson, Gerald Kicanas, die Erlaubnis, die Rede in Immobilien, die der Kirche gehörten, abzuhalten.